# Stadio Gino Alfonso Sada
Lo stadio Gino Alfonso Sada è un impianto sportivo di Monza. 
Attualmente è terreno degli incontri della formazione di calcio femminile della Fiamma Monza e della Juvenilia che milita in Prima Categoria lombarda.
Fino alla stagione 1987-1988 fu anche l'impianto del Monza maschile.
Lo stadio fu intitolato la mattina del 3 dicembre 1965 a Gino Alfonso Sada, padre del presidente Claudio Sada che a cavallo tra gli anni cinquanta e sessanta portò la formazione brianzola a sfiorare diverse volte la promozione in massima serie.

## Storia e descrizione

### Il "San Gregorio"
Era appena terminata la guerra e già fervevano i preparativi per arrivare, finalmente, ad un campionato "vero" dopo 3 anni d'inattività, che la FIGC e le gerarchie fasciste avevano riempito con due manifestazioni, le quali non avevano affatto il sapore degli altri campionati passati giocati in Serie C. Anche il Monza giocò il "campionato di guerra", ma anche quello misto "Serie C e 1ª Divisione regionale", e nella stagione 1944-1945, il "Torneo delle squadre Minori" giocando con squadre di Prima Divisione e S.P..
Il vecchio campo del Monza, sito in Via Ghilini, era quasi a 100 metri in linea d'aria scavalcato il Lambro e ridotto in pessime condizioni. Come aveva raccontato il terzino Costantino Sala: "mancava di tutto, non c'erano gli spogliatoi e per lavarsi le mani e le scarpe si usava un bidone che le gelate d'inverno rendevano molto duro... da rompere per cavare un po' d'acqua". Quando vinsero il campionato Prima Divisione 1933-1934 all'ultima giornata il Presidente Crippa (detto dalla società "ul Cripun") li portò tutti a fare il bagno all'Hotel Falcone, vicino alla Stazione ferroviaria come premio.
Aurelio Piazza, il bravo russett, addirittura raccontò che durante il torneo del 1943-1944 ci furono due trasferte consecutive durante le quali qualcuno aveva fatto la "festa" alla tribunetta di legno asportandola tutta lasciando soltanto il tubolare," tanto non serviva a niente (non bruciava)".
Così ridotto non era proprio utilizzabile. Dietro la Stazione invece era rimasto un lungo spiazzo libero da quando, alla fine dell'Ottocento, era stato dismesso il Cimitero di San Gregorio (del quale dietro l'odierno "Sada" rimane ancora la Cappelletta che allora era proprio in fondo al Cimitero). Dopo la bonifica del terreno il regime aveva costruito (inaugurata da Mussolini nel 1930) la Casa del Balilla, poi ribattezzata "la G.I.L." e la parte più lunga dello spiazzo era destinata alle adunate.
A fine guerra quello spiazzo era rimasto abbandonato; la G.I.L. fu in parte recuperata come cine-teatro ed il Comune si impegnò a dare all'A.C. Monza un campo nuovo che venne inaugurato il 21 ottobre 1945. Per i primi 3 campionati in Serie C gli spettatori si accalcavano lungo la rete di recinzione ed una collinetta con una piccola tribuna di tubolari e legno. In seguito il Monza centrò la promozione in Serie B e il "San Gregorio", come era stato battezzato il campo, aveva bisogno di una tribuna nuova e capiente. I soci del Monza, cedendo al Comune il vecchio campo di Via Ghilini, ottennero in cambio la costruzione di una tribuna in cemento armato, quella che ancora oggi troviamo al Sada.
Lo stadio conservò il nome di "San Gregorio" fino alla fine della stagione sportiva 1952-1953. Dalla stagione successiva fino alla fine del 1964-1965 fu chiamato Stadio "Città di Monza" sebbene la cappelletta di San Gregorio sia ancora presente alla fine del piazzale adibito a parcheggio.

### Il passato
La struttura iniziale comprendeva quattro settori: due gradinate dietro le porte, la gradinata centrale (ribattezzati i centrali del Sada) e la tribuna centrale. I gruppi ultras, a partire dagli anni settanta, occuparono il settore centrale dello stadio, rendendo infernale l'atmosfera nei pressi del lato del campo che si affaccia sul Lambro. Lo stadio, posto vicino alla stazione del capoluogo brianzolo, era facilmente raggiungibile in treno da parte delle tifoserie ospiti, ma data la collocazione nel centro di Monza era difficile mantenere la sicurezza da parte delle forze dell'ordine: le scarse vie d'accesso facilitavano il contatto tra i diversi gruppi ultrà e molte furono le sassaiole all'esterno dell'impianto sportivo.

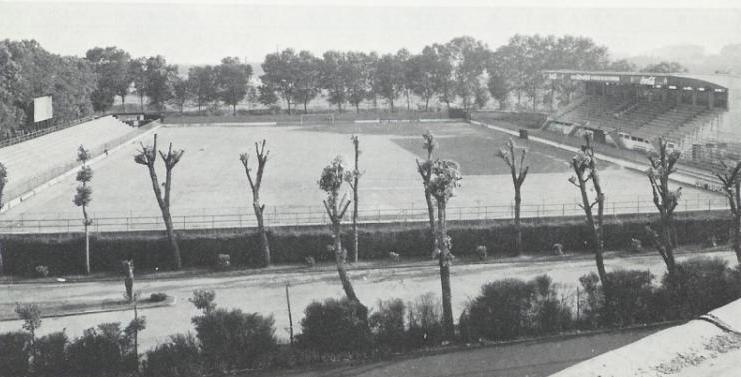
Visione dall'alto dello Stadio "Sada" (anni settanta)

### Il presente
Attualmente l'unica parte agibile è la tribuna coperta, recentemente ristrutturata, che può contenere fino a 2.000 spettatori seduti. La gradinata centrale e quella sud sono in disuso dal 1988 mentre la gradinata nord (che un tempo era destinata agli ospiti) è stata demolita per lasciare spazio ad un parcheggio interno. Il campo di gioco è stato rifatto in erba sintetica.

### Il futuro
La società A.S.D. Fiammamonza 1970 da un paio d'anni ha sottoposto all'esame delle autorità del comune di Monza il progetto di ampliamento e di ristrutturazione completa dell'impianto sportivo e delle aree circostanti: la proposta consiste nella creazione di tre campi sintetici per l'allenamento, oltre all'attuale campo in erba naturale, e la creazione di un parcheggio più ampio e confortevole.

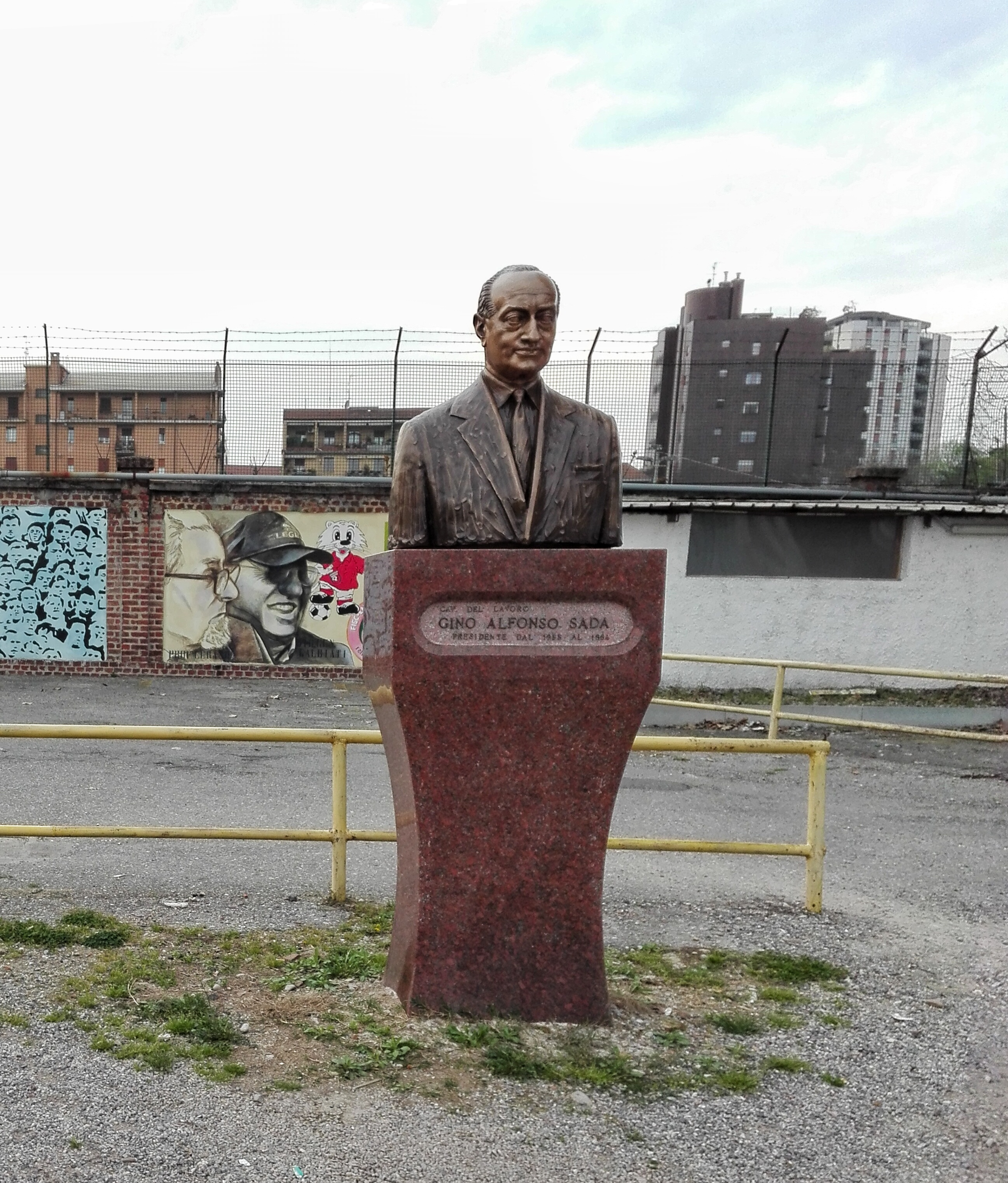
Monumento in memoria di Gino Alfonso Sada

Nel giugno del 2025 i lavori sono stati terminati con l'abbattimento della gradinata centrale sul lato est, la riqualificazione della biglietteria, del parcheggio antistante ad essa e degli spogliatoi, per un totale di 270 mila euro finanziati dalla regione.